# Leichtathletik-Weltmeisterschaften 2019/3000 m Hindernis der Frauen

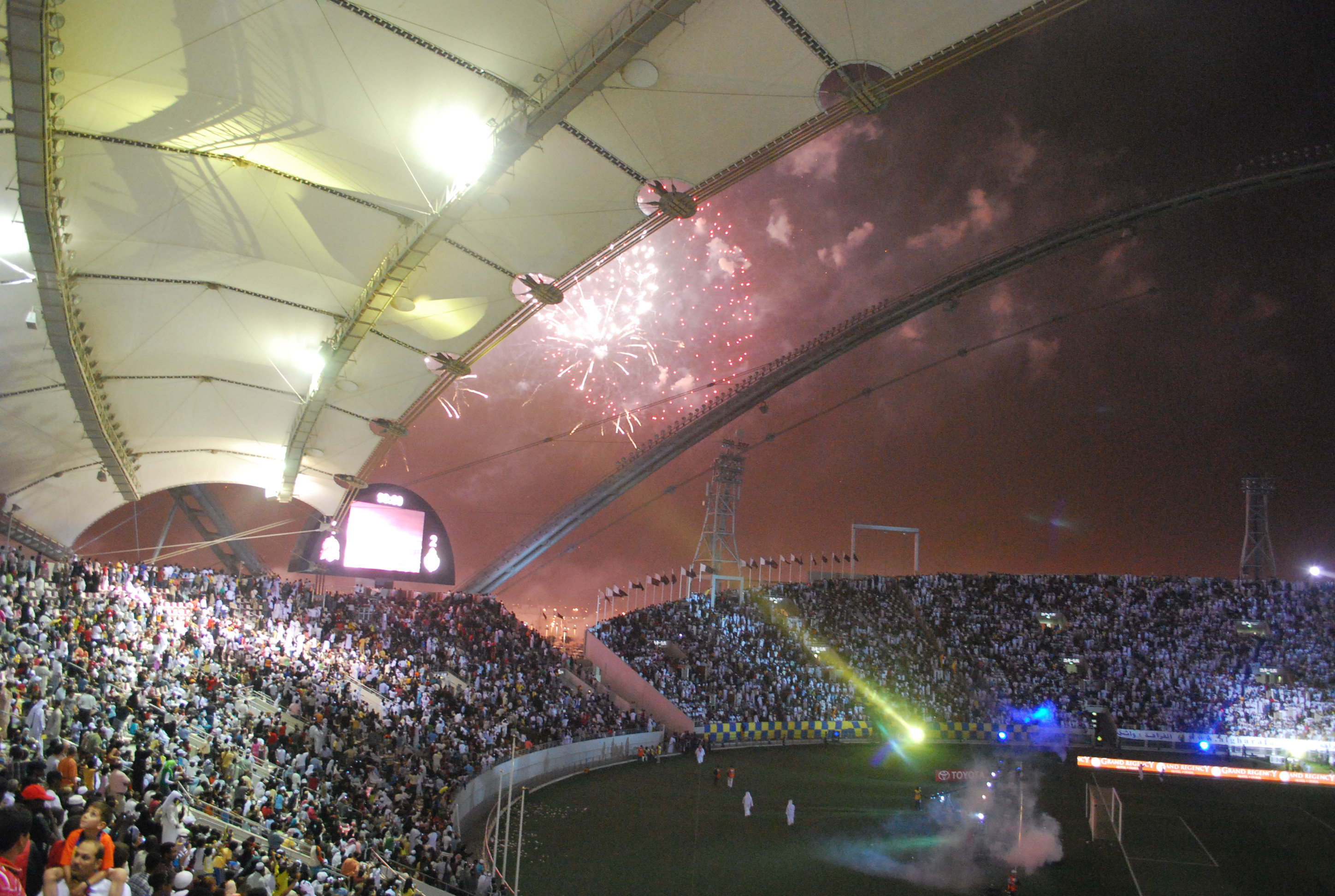
Das Khalifa International Stadium während des Emir Cups im Jahr 2009

Der 3000-Meter-Hindernislauf der Frauen bei den Leichtathletik-Weltmeisterschaften 2019 fand am 27. und 30. September 2019 im Khalifa International Stadium der katarischen Hauptstadt Doha statt.
43 Athletinnen aus 27 Ländern nahmen an dem Wettbewerb teil.
Weltmeisterin wurde die kenianische Weltrekordinhaberin und amtierende Afrikameisterin Beatrice Chepkoech mit einem neuen Meisterschaftsrekord von 8:57,84 min.

Silber ging in 9:02,35 min an die US-amerikanische Titelverteidigerin und Olympiadritte von 2016 Emma Coburn.

Die Bronzemedaille sicherte sich die deutsche WM-Dritte von 2015, zweifache Europameisterin (2016/2018) und EM-Dritte von 2012 Gesa Felicitas Krause mit einem Landesrekord von 9:03,30 min.

## Rekorde

### Bestehende Rekorde
Vor dem Wettbewerb galten folgende Rekorde:
| Weltrekord | Beatrice Chepkoech | 8:44,32 min | Herculis-Meeting, Monaco     | 20. Juli 2018   |
| WM-Rekord  | Emma Coburn        | 9:02,58 min | WM in London, Großbritannien | 11. August 2017 |

### Rekordverbesserungen
- Die kenianische Weltmeisterin Beatrice Chepkoech verbesserte den bestehenden WM-Rekord im Finale am 30. September um 3,99 Sekunden auf 8:57,84 min und unterbot damit als erste Athletin bei Weltmeisterschaften die neun-Minuten-Marke.
- Außerdem gab es vier Landesrekorde:
  - 9:18,92 min – Anna Emilie Møller (Dänemark), zweiter Vorlauf am 27. September
  - 9:13,46 min – Anna Emilie Møller (Dänemark), Finale am 30. September
  - 9:03,30 min – Gesa Felicitas Krause (Deutschland), Finale am 30. September
  - 9:19,93 min – Luiza Gega (Albanien), Finale am 30. September

## Vorläufe
Aus den drei Vorläufen qualifizierten sich die jeweils drei Ersten jedes Laufes – hellblau unterlegt – und zusätzlich die sechs Zeitschnellsten – hellgrün unterlegt – für das Finale.

### Lauf 1

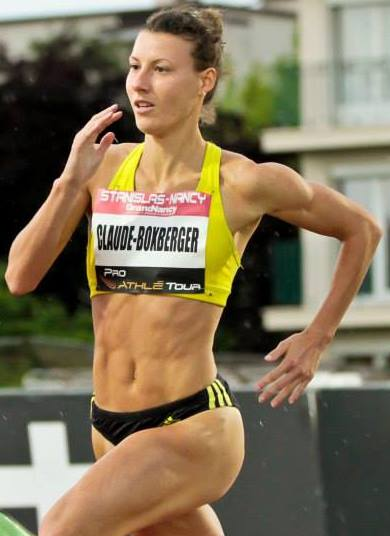
Ophélie Claude-Boxberger – ausgeschieden als Vierzehnte in 10:05,10 s

27. September 2019, 18:55 Uhr Ortszeit (17:55 Uhr MESZ)
| Platz | Athletin                    | Land                        | Zeit (min)  |
| ----- | --------------------------- | --------------------------- | ----------- |
| 1     | Peruth Chemutai             | Uganda                      | 09:21,98    |
| 2     | Emma Coburn                 | USA                         | 09:23,40    |
| 3     | Celliphine Chepteek Chespol | Kenia                       | 09:24,22    |
| 4     | Mekides Abebe               | Äthiopien                   | 09:27,61 PB |
| 5     | Genevieve Gregson           | Australien                  | 09:27,74 SB |
| 6     | Karoline Bjerkeli Grøvdal   | Norwegen                    | 09:28,84    |
| 7     | Geneviève Lalonde           | Kanada                      | 09:30,01    |
| 8     | Aimee Pratt                 | Großbritannien              | 09:38,91 PB |
| 9     | Xu Shuangshuang             | Volksrepublik China         | 09:42,23    |
| 10    | Adva Cohen                  | Israel                      | 09:42,92    |
| 11    | Anna Tropina                | Authorised Neutral Athletes | 09:44,06    |
| 12    | Alicja Konieczek            | Polen                       | 09:44,96    |
| 13    | Özlem Kaya                  | Türkei                      | 09:48,08    |
| 14    | Ophélie Claude-Boxberger    | Frankreich                  | 10:05,10    |

### Lauf 2

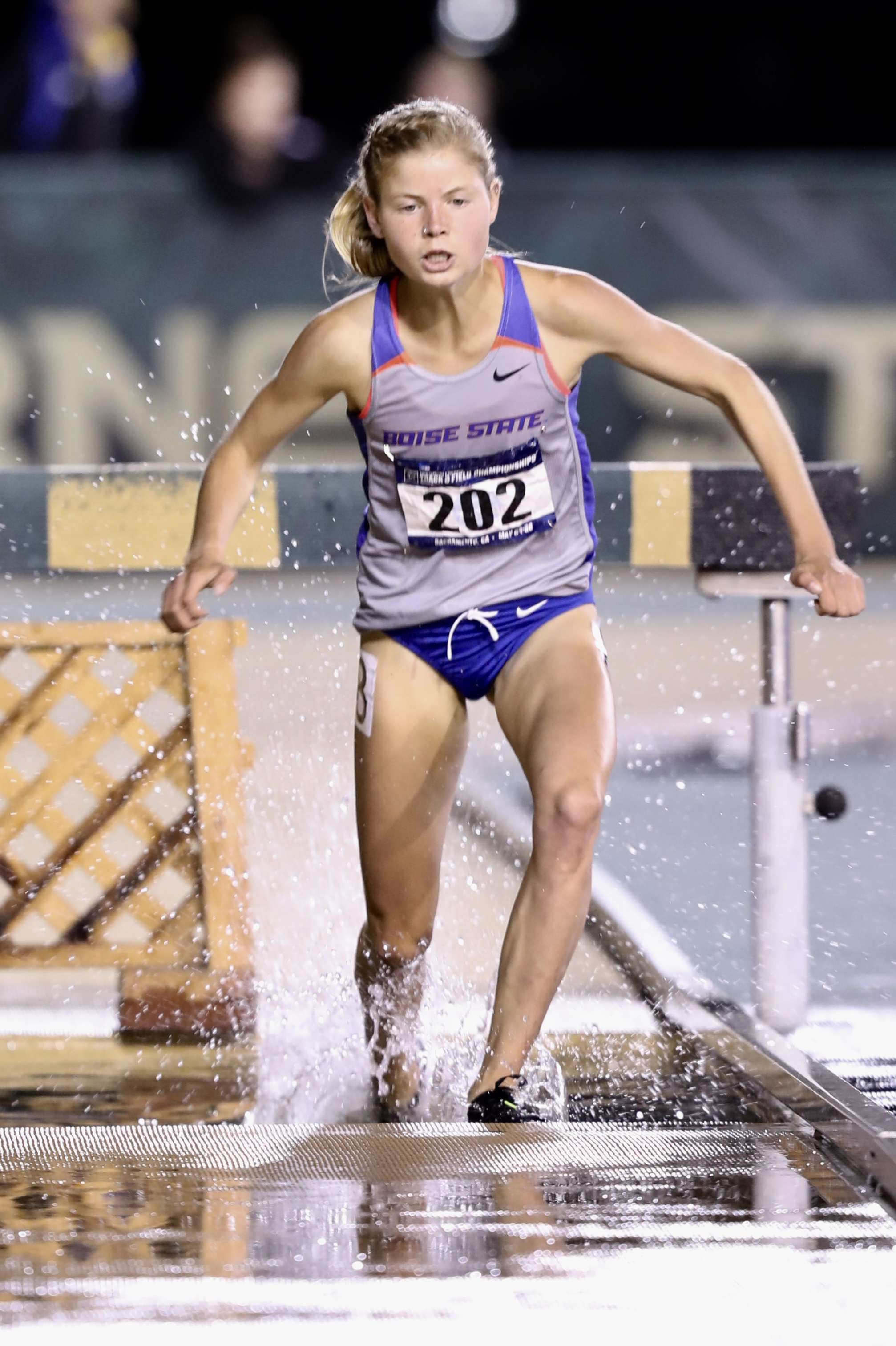
Allie Ostrander – ausgeschieden als Siebte in 9:30,85 s
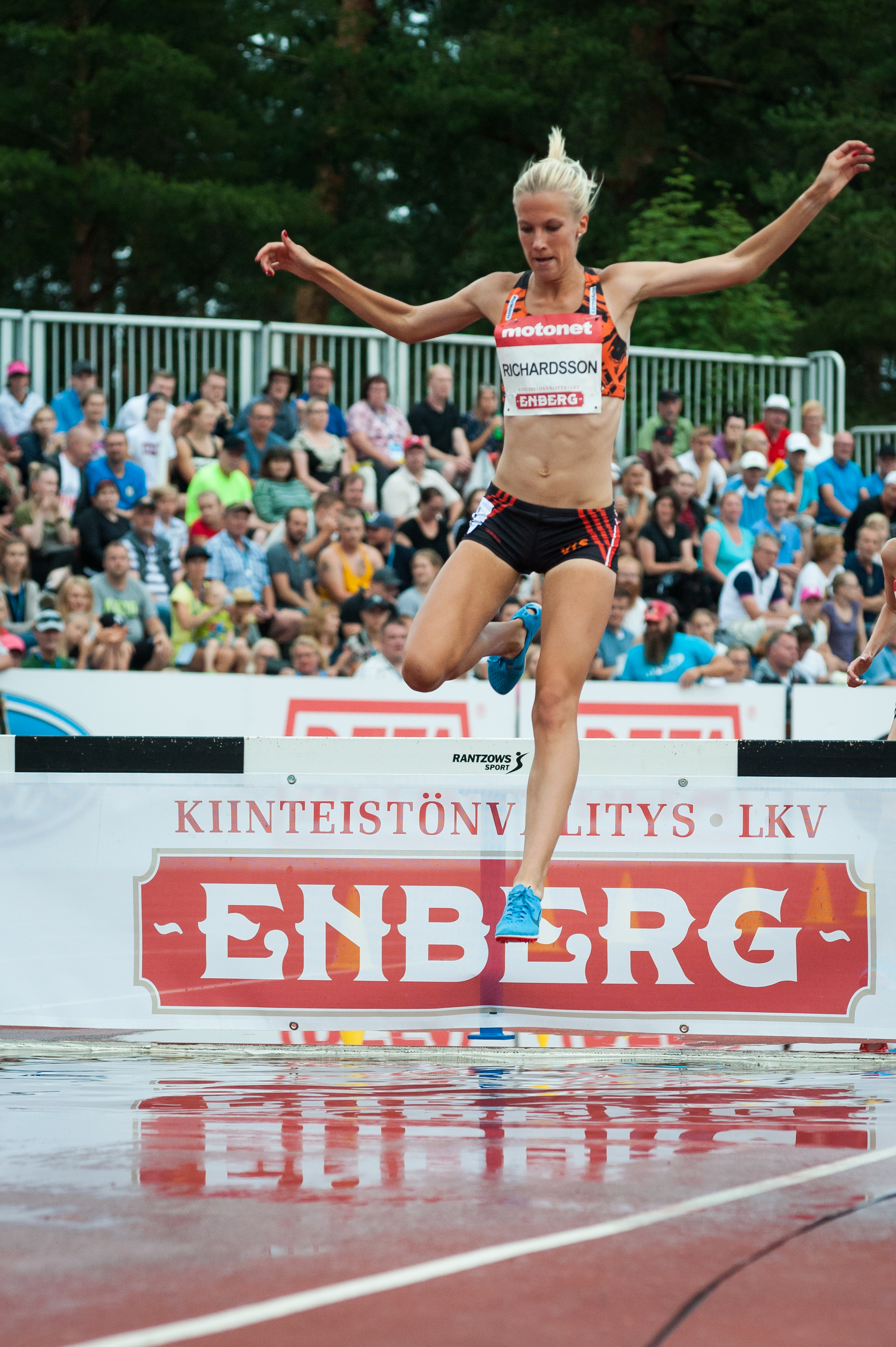
Camilla Richardsson – ausgeschieden als Zwölfte in 9:53,06 s
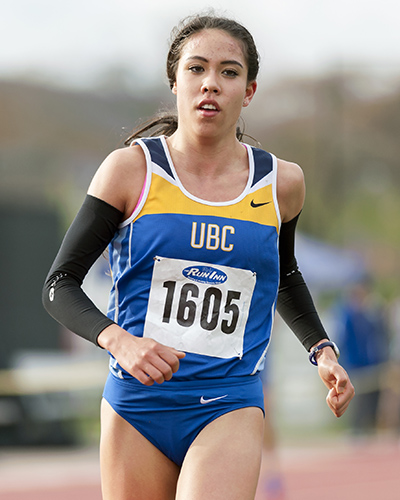
Maria Bernard-Galea – ausgeschieden als Vierzehnte in 9:57,03 s

27. September 2019, 19:10 Uhr Ortszeit (18:10 Uhr MESZ)
| Platz | Athletin                | Land           | Zeit (min)  |
| ----- | ----------------------- | -------------- | ----------- |
| 1     | Beatrice Chepkoech      | Kenia          | 09.18,01    |
| 2     | Courtney Frerichs       | USA            | 09:18,42    |
| 3     | Gesa Felicitas Krause   | Deutschland    | 09:18,82    |
| 4     | Anna Emilie Møller      | Dänemark       | 09:18,92 NR |
| 5     | Luiza Gega              | Albanien       | 09:28,32    |
| 6     | Elizabeth Bird          | Großbritannien | 09:30,13 PB |
| 7     | Allie Ostrander         | USA            | 09:30,85 PB |
| 8     | Paige Campbell          | Australien     | 09:44,80 PB |
| 9     | Michelle Finn           | Irland         | 09:47,44    |
| 10    | Lomi Muleta             | Äthiopien      | 09:49,28    |
| 11    | Viktória Wagner-Gyürkés | Ungarn         | 09:52,11    |
| 12    | Camilla Richardsson     | Finnland       | 09:53,06    |
| 13    | Reimi Yoshimura         | Japan          | 09:55,72    |
| 14    | Maria Bernard-Galea     | Kanada         | 09:57,03    |
| 15    | Tuğba Güvenç            | Türkei         | 10:13,79    |

### Lauf 3

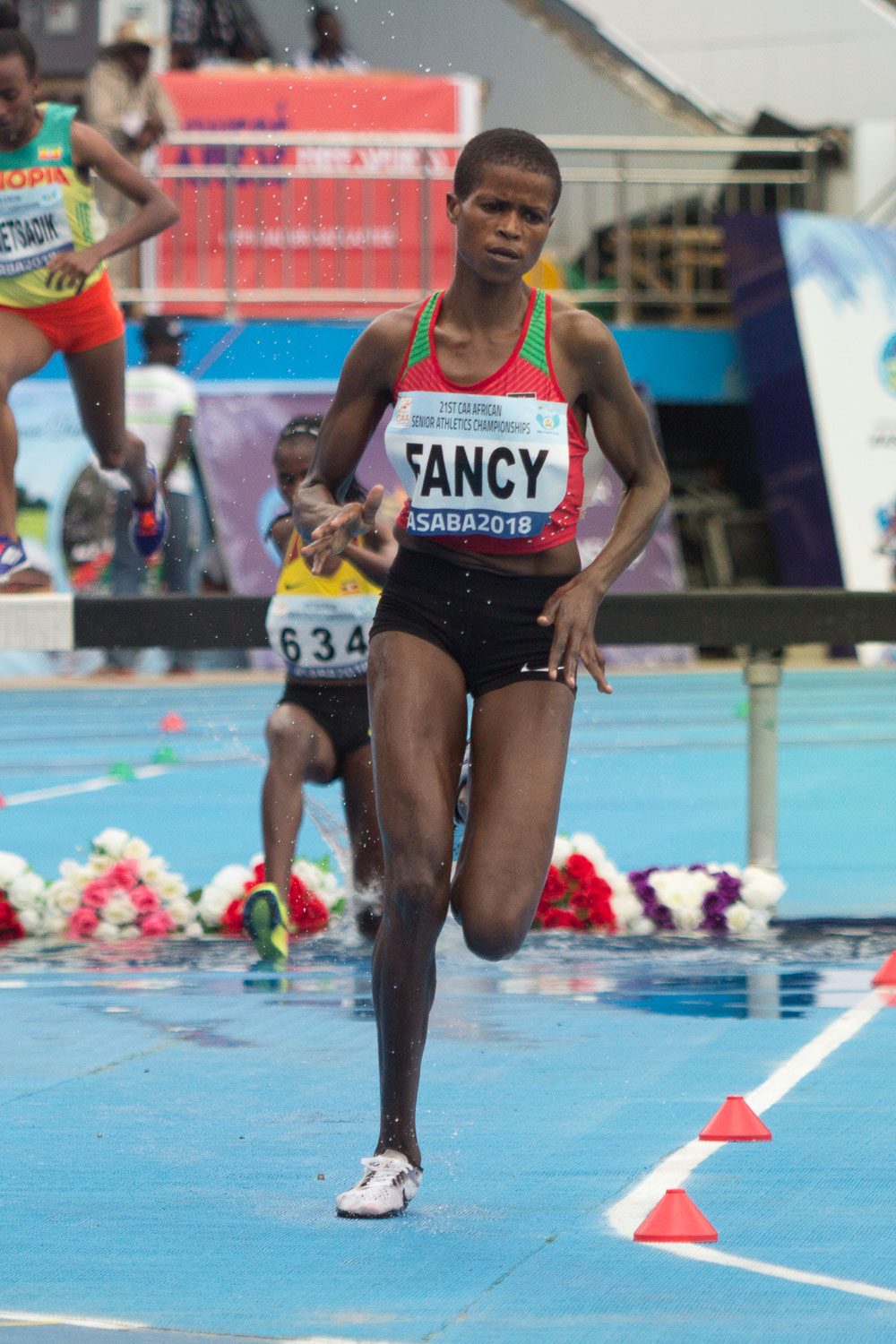
Fancy Cherono – ausgeschieden als Vierte in 9:32,34 s
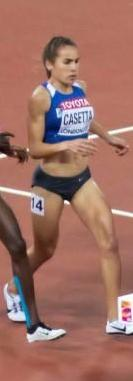
Belén Casetta – ausgeschieden als Neunte in 9:45,07 s

27. September 2019, 19:25 Uhr Ortszeit (18:25 Uhr MESZ)
| Platz | Athletin                | Land                        | Zeit (min) |
| ----- | ----------------------- | --------------------------- | ---------- |
| 1     | Hyvin Kiyeng            | Kenia                       | 9:29,15    |
| 2     | Winfred Mutile Yavi     | Bahrain                     | 9:29,40    |
| 3     | Maruša Mišmaš           | Slowenien                   | 9:29,68    |
| 4     | Fancy Cherono           | Kenia                       | 9:32,34    |
| 5     | Jekaterina Iwonina      | Authorised Neutral Athletes | 9:25,59 SB |
| 6     | Irene Sánchez-Escribano | Spanien                     | 9:37,34    |
| 7     | Zerfe Wondemagegn       | Äthiopien                   | 9:40,92    |
| 8     | Zhang Xinyan            | Volksrepublik China         | 9:43,75    |
| 9     | Belén Casetta           | Argentinien                 | 9:45,07    |
| 10    | Marwa Bouzayani         | Tunesien                    | 9:47,78    |
| 11    | Regan Yee               | Kanada                      | 9:48,56    |
| 12    | Rosie Clarke            | Großbritannien              | 9:49,18    |
| 13    | Georgia Winkcup         | Australien                  | 9:50,21    |
| DNS   | Colleen Quigley         | USA                         |            |

## Finale

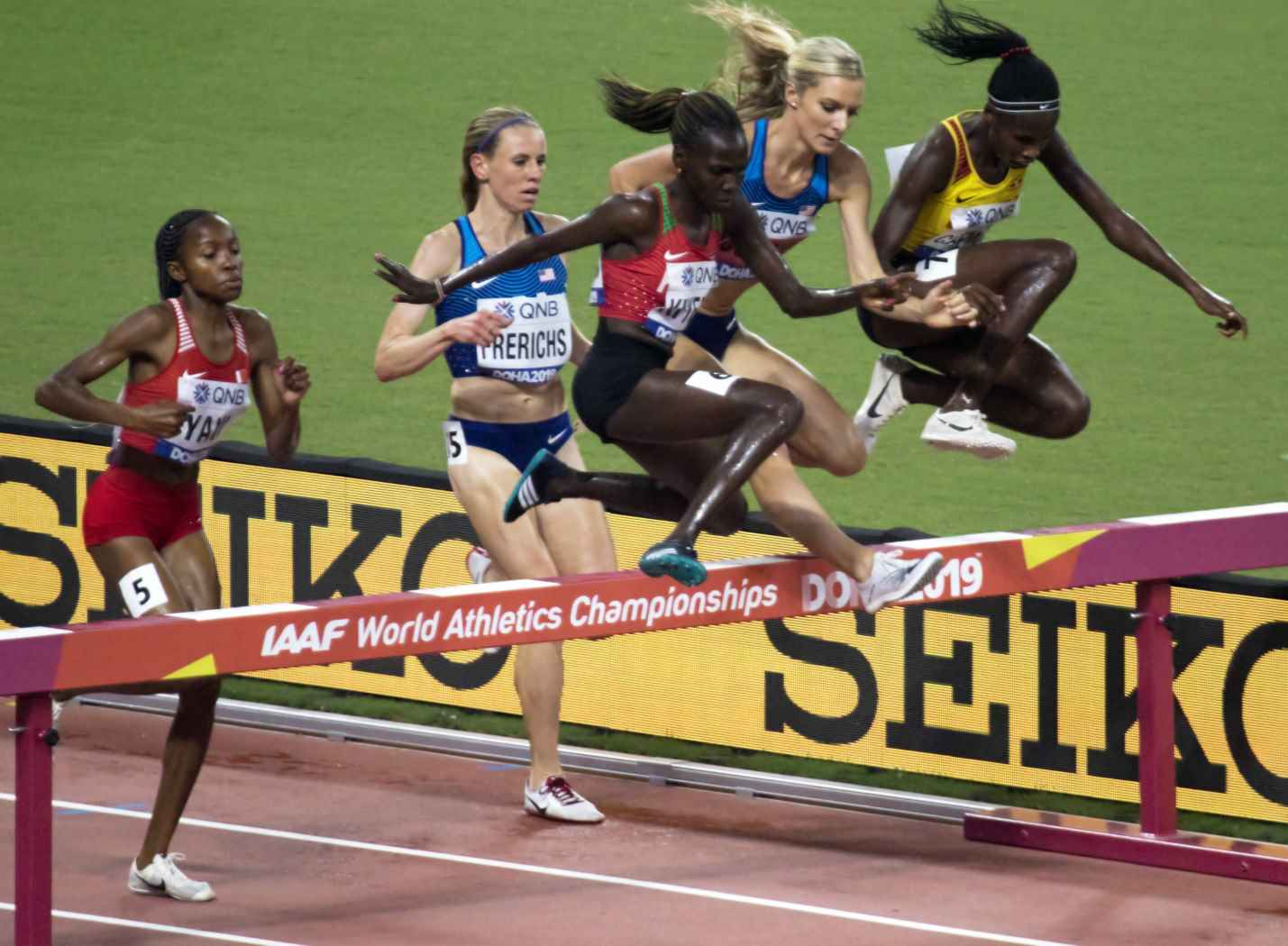
Die erste Verfolgergruppe (v. l. n. r.): Winfred Mutile Yavi, Courtney Frerichs, Hyvin Kiyeng, Emma Coburn, Peruth Chemutai

30. September 2019, 21:50 Uhr Ortszeit (20:50 Uhr MESZ)
| Platz | Athletin                    | Land        | Zeit (min) |
| ----- | --------------------------- | ----------- | ---------- |
|       | Beatrice Chepkoech          | Kenia       | 8:57,84 CR |
|       | Emma Coburn                 | USA         | 9:02,35 PB |
|       | Gesa Felicitas Krause       | Deutschland | 9:03,30 DR |
| 4     | Winfred Mutile Yavi         | Bahrain     | 9:05,68 PB |
| 5     | Peruth Chemutai             | Uganda      | 9:11,08 SB |
| 6     | Courtney Frerichs           | USA         | 9:11,27    |
| 7     | Anna Emilie Møller          | Dänemark    | 9:13,46 NR |
| 8     | Hyvin Kiyeng                | Kenia       | 9:13,53    |
| 9     | Luiza Gega                  | Albanien    | 9:19,93 NR |
| 10    | Genevieve Gregson           | Australien  | 9:23,84 SB |
| 11    | Mekides Abebe               | Äthiopien   | 9:25,66 PB |
| 12    | Maruša Mišmaš               | Slowenien   | 9:25,80    |
| 13    | Karoline Bjerkeli Grøvdal   | Norwegen    | 9:29,41    |
| 14    | Geneviève Lalonde           | Kanada      | 9:32,92    |
|       | Celliphine Chepteek Chespol | Kenia       | DNF        |

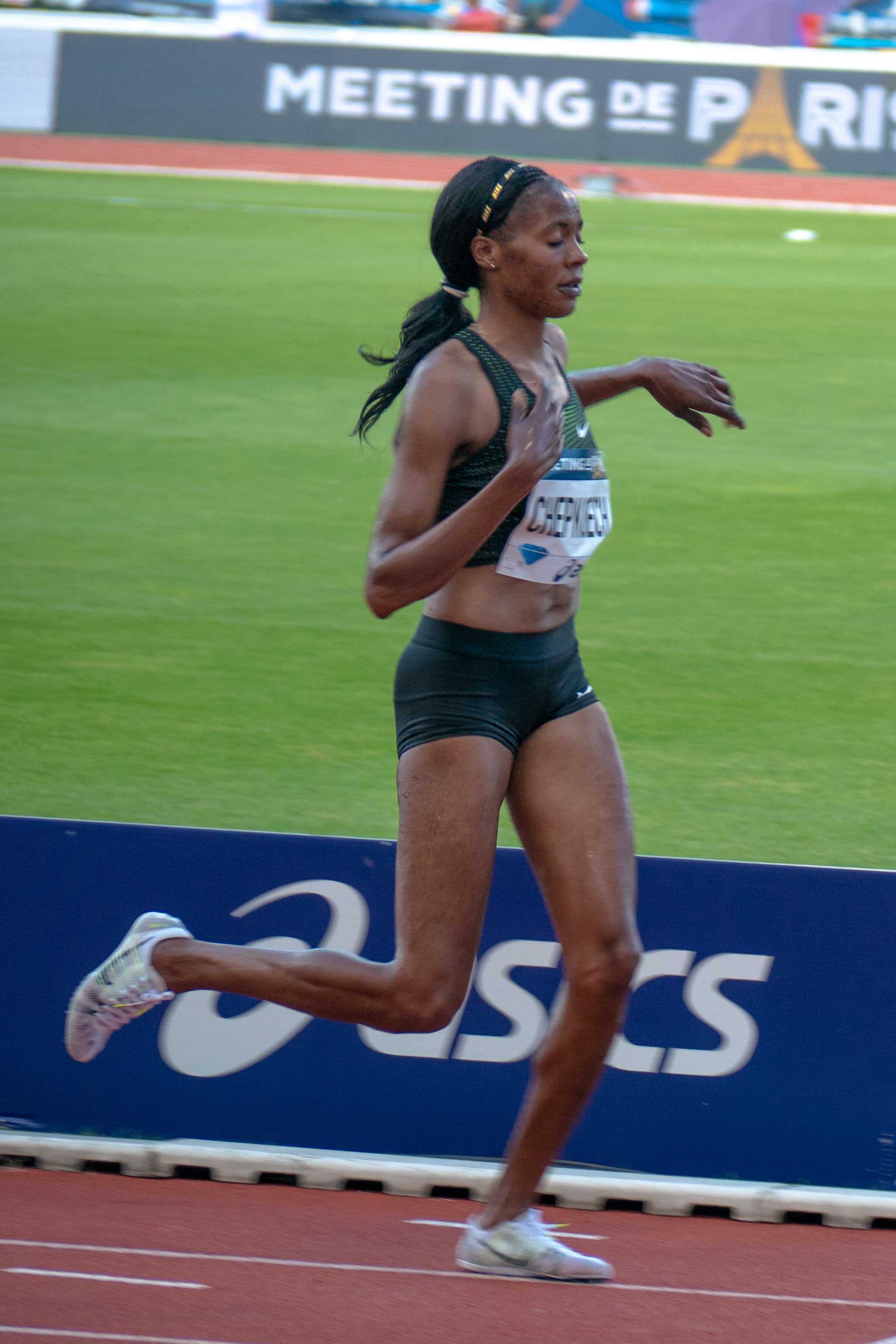
Weltmeisterin Beatrice Chepkoech
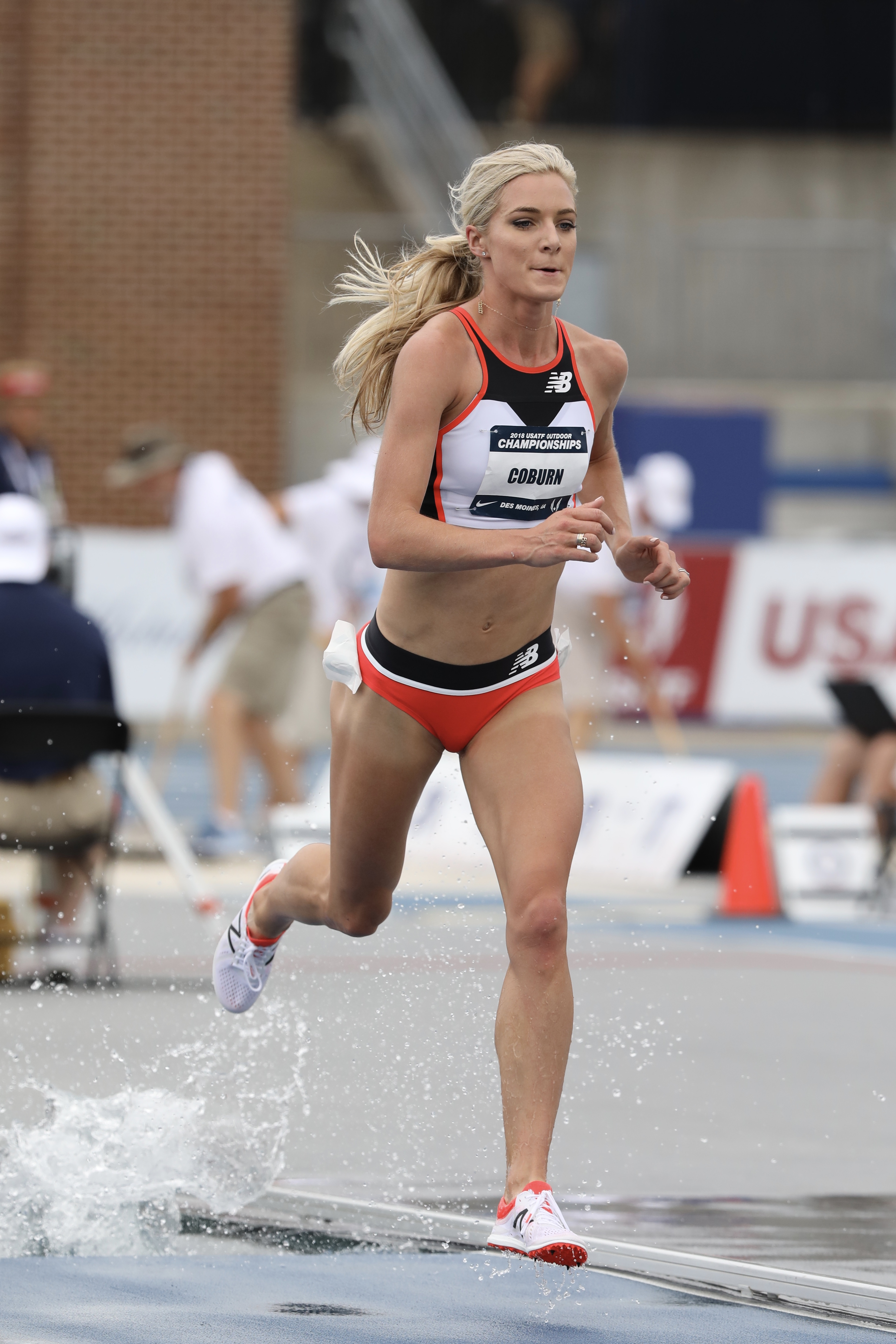
Vizeweltmeisterin Emma Coburn
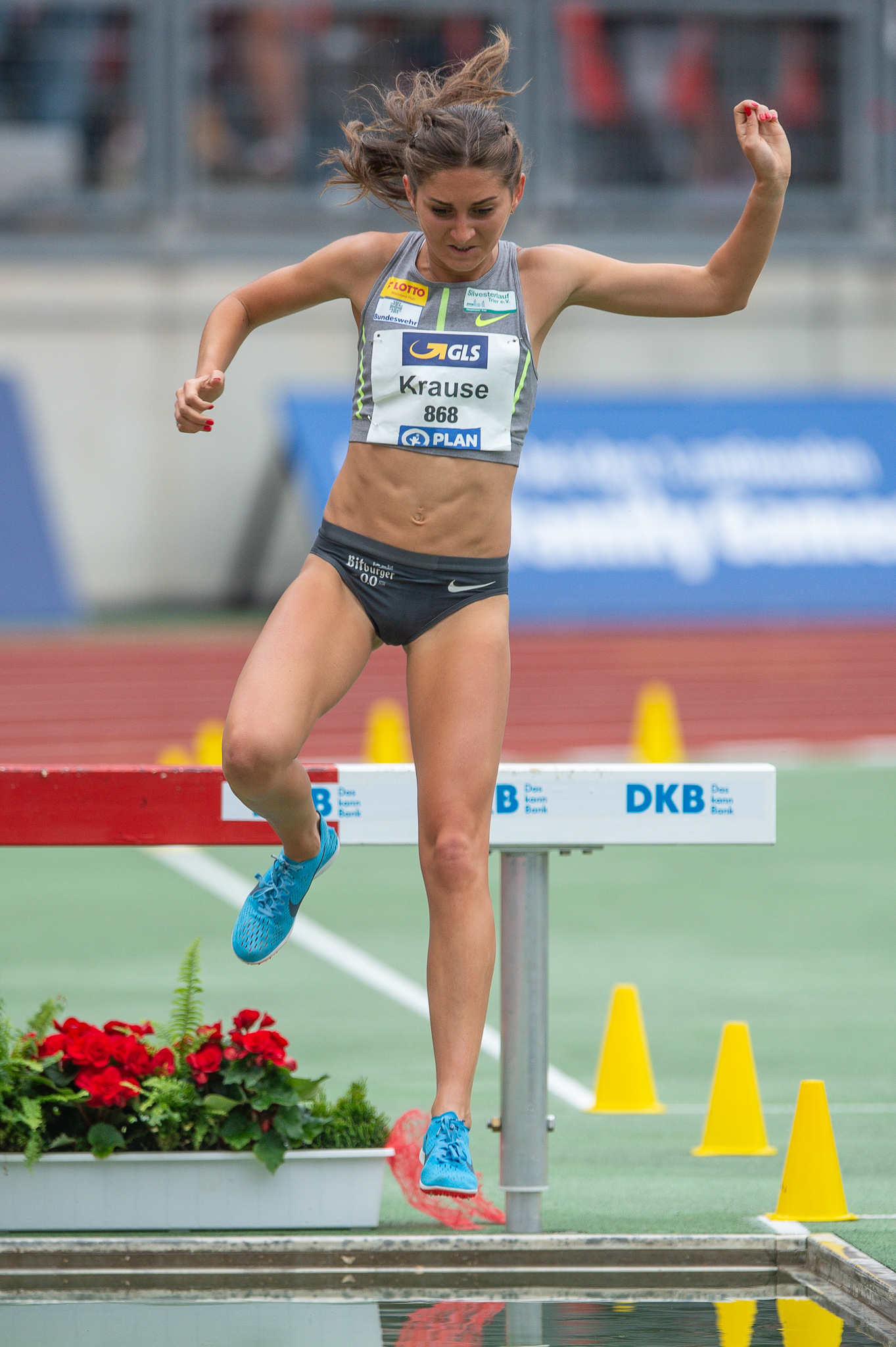
Bronzemedaillengewinnerin Gesa Felicitas Krause

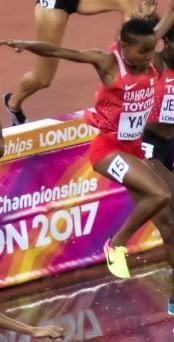
Winfred Mutile Yavi wurde Vierte
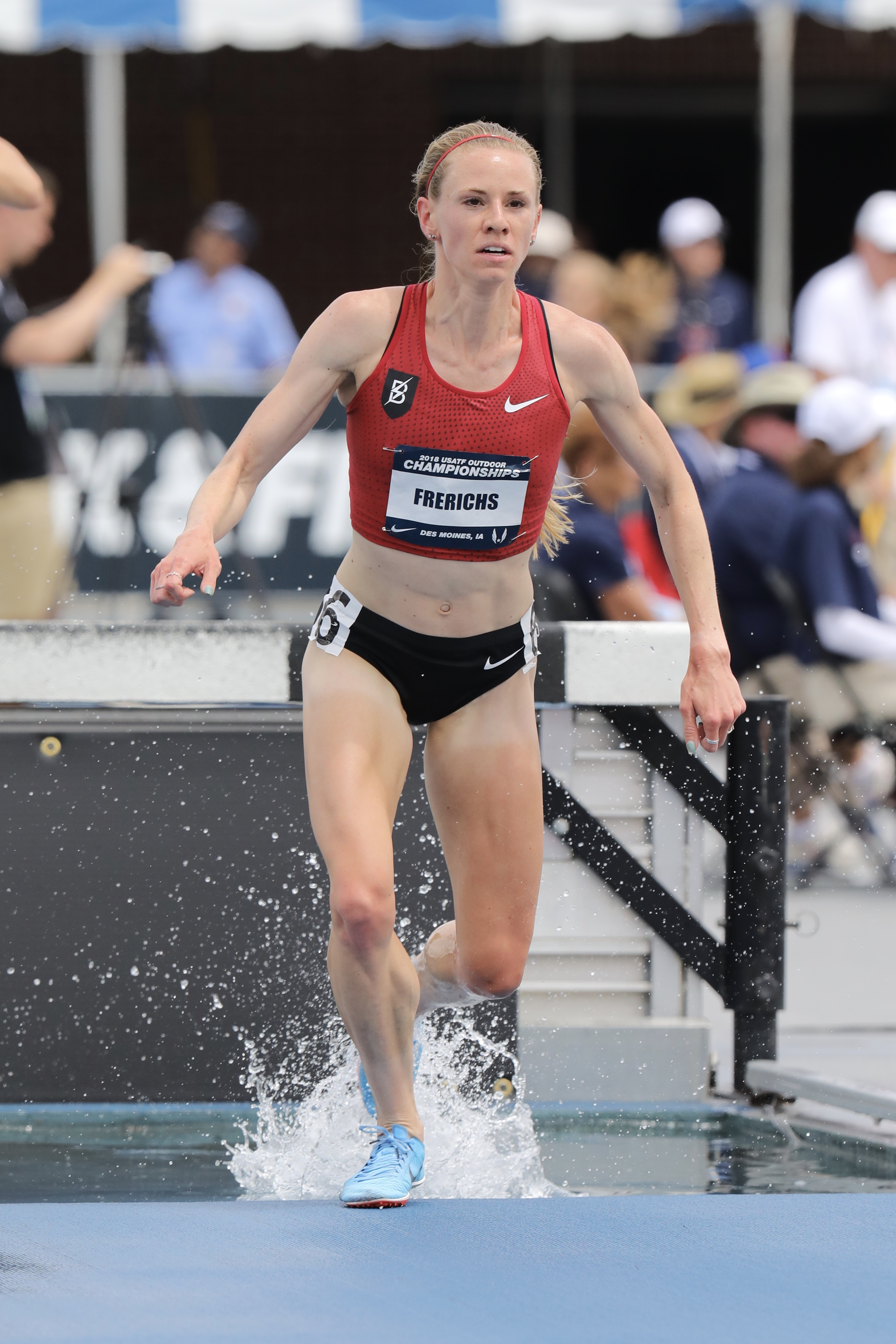
Courtney Frerichs belegte Rang sechs
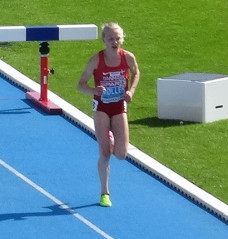
Anna Emilie Møller erreichte Platz sieben
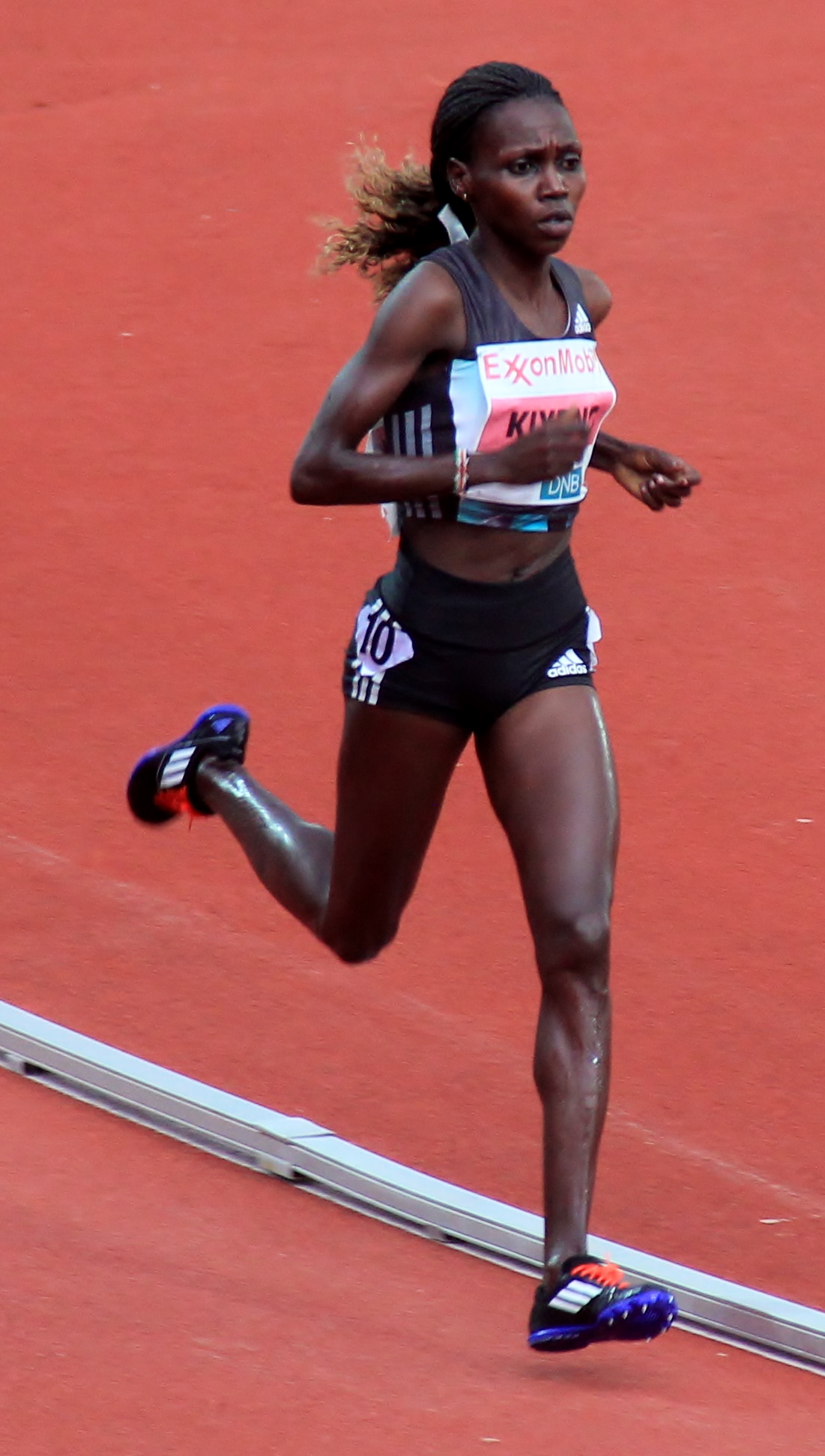
Die achtplatzierte Hyvin Kiyeng
Genevieve Gregson kam auf den zehnten Platz
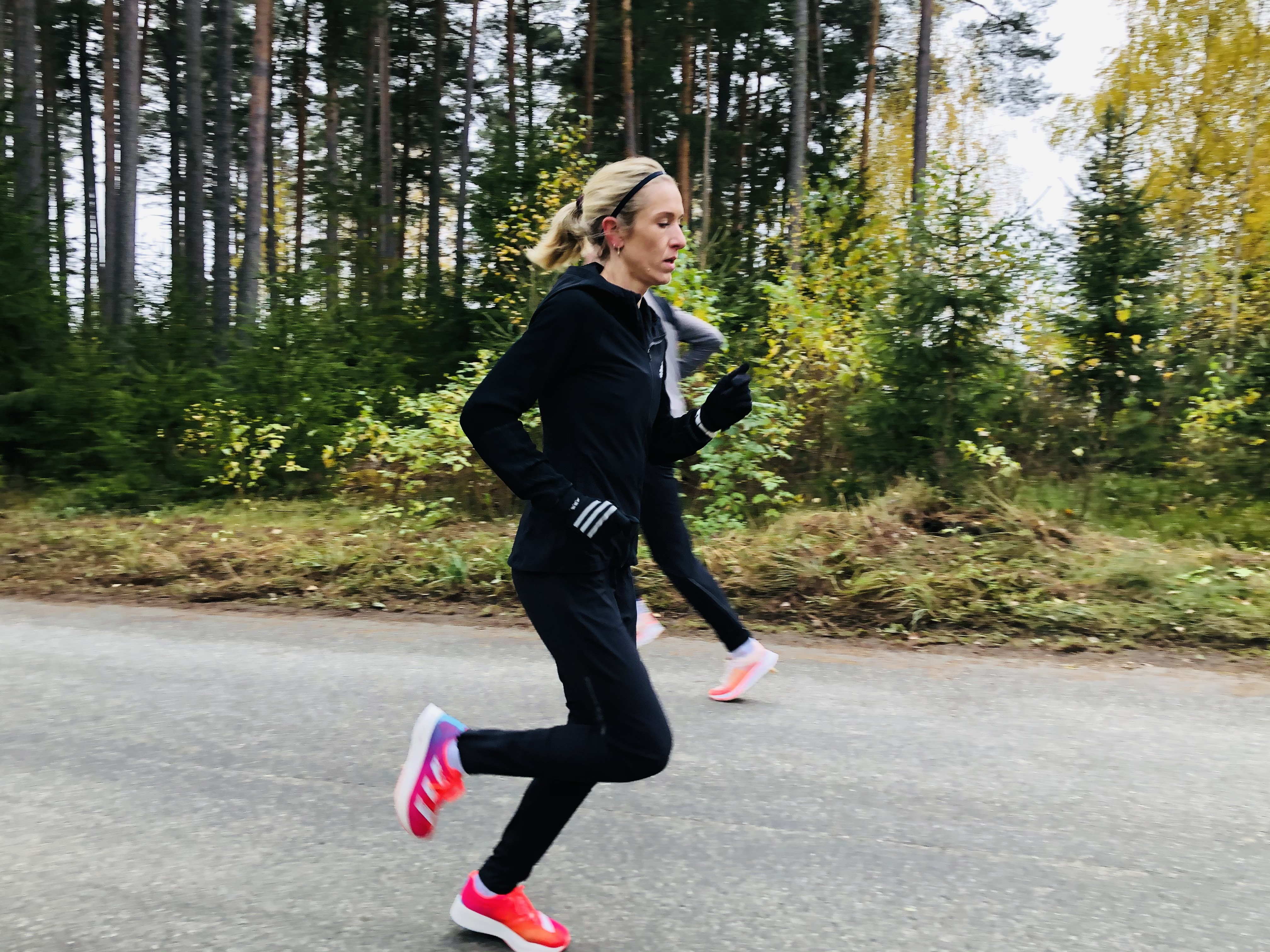
Rang dreizehn für Karoline Bjerkeli Grøvdal
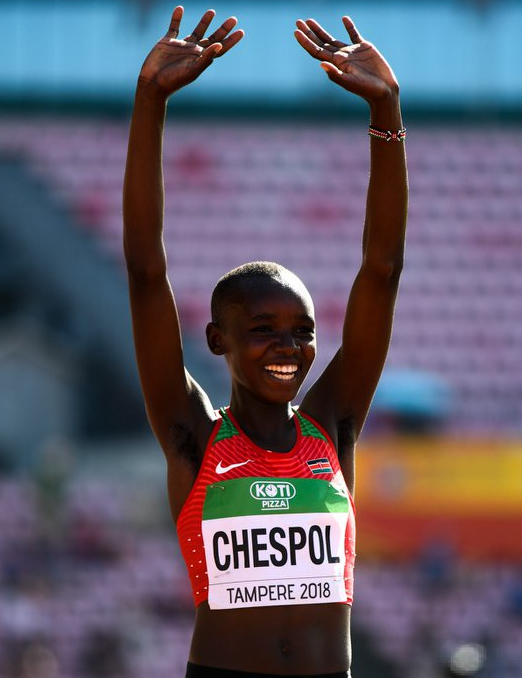
Celliphine Chepteek Chespol erreichte im Finale nicht das Ziel

## Video
- Women's 3000m Steeplechase Final | World Athletics Championships Doha 2019, youtube.com, abgerufen am 22. März 2021